# We Love Tamara
We Love Tamara es un programa de televisión basado en la vida de Tamara Falcó. Este "personality show" se estrenó el 12 de septiembre de 2013 en el canal español Cosmopolitan TV y terminó el 17 de noviembre de 2013.
Tamara, que presta su imagen a diversas marcas y ocupa las portadas de distintas revistas, mostrará su lado más cercano y personal, y dará a conocer aspectos de su vida, las relaciones con su familia y sus amigos, así como sus actividades profesionales. El programa contará con la presencia de invitados pertenecientes a la aristocracia, el mundo de la moda y el espectáculo, y se acompañará a su protagonista a distintos destinos entre los que se encuentran París, Londres y Grecia.

## Audiencias
| Programa | Título                         | Fecha                    | Audiencia (*) | Share |
| -------- | ------------------------------ | ------------------------ | ------------- | ----- |
| 1        | «Alaska y Mario en el estreno» | 12 de septiembre de 2013 | 15 000        | 0,08% |
| 2        | «Adrenalina»                   | 19 de septiembre de 2013 | 13 000        | 0,07% |
| 3        | «Bonjour, París»               | 26 de septiembre de 2013 | 5 000         | 0,02% |
| 4        | «Un día en el campo»           | 6 de octubre de 2013     |               |       |
| 5        | «I love London»                | 13 de octubre de 2013    |               |       |
| 6        | «Tamara & Friends»             | 20 de octubre de 2013    |               |       |
| 7        | «Mamma mía Santorini!»         | 27 de octubre de 2013    |               |       |
| 8        | «Una experiencia religiosa»    | 3 de noviembre de 2013   |               |       |
| 9        | «Todo sobre mi boda»           | 10 de noviembre de 2013  |               |       |
| 10       | «Érase una vez en África»      | 17 de noviembre de 2013  |               |       |

(*) Espectadores en su primera emisión, no incluye los visionados en las redifusiones.
El programa lideró las audiencias sociales de la televisión de pago. Según datos de la empresa Rentrak, ha sido el contenido más visto en vídeo bajo demanda del canal que lo emitió, y las descargas desde dispositivos iPad supusieron el 70 por ciento del consumo total de We Love Tamara, con la quinta posición en el ranking total de los contenidos más vistos en este dispositivo.